# Serrano (tribu amerindia)
Los serranos son una tribu uto-azteca, una de las ramas de los shoshone en California, Estados Unidos, y que dividen en cuatro grupos: 
- Kitanemuk y Alliklik, que viven en las zonas desecadas de los ríos Kern y San Joaquín.
- Vanyume, en las orillas del lago Mojave.
- Serrano, en la sierra de San Bernardino y el desierto de Mojave.

## Localización
Se encontraban entre las orillas del río Kern y la sierra de San Bernardino, en California. Sus territorios se extendían desde Cucamonga hacia el este por toda la Sierra conocida actualmente como las montañas de San Bernardino, inclusive Monte San Gorgonio, con una altitud de 3506 m (11 502 pies) en la cima. Habitaban principalmente los bosques de la Sierra, donde construían sus casas cerca de los ríos y los arroyos. En el este de sus territorios, se extendían hasta el desierto con pocos recursos acuáticos. Hoy están concentrados en las reservas de San Manuel y Morongo (California). El topónimo "Morongo" viene del Arroyo Morongo Grande, el nombre del cauce en el idioma de los Serranos.

## Demografía
En 1800, tal vez había 1500 personas en la tribu, pero bajaron a 100 en 1900 (118 según el censo de 1910). En 1970 eran 400 individuos, pero solo uno de ellos aún hablaba el idioma serrano en 1994.
Según el censo de 2000, hay 263 puros, 89 mezclados con otras tribus, 65 mezclados con otras razas y 12 con otras razas y tribus. En total, 429 individuos.
Según datos del BIA de 1995, en la reserva San Manuel había 82 habitantes (70 en el rol tribal).

## Costumbres
Se sabe poco de los kitanemuk y alliklik. De los vanyume se cree que en tiempos remotos eran extremadamente pobres y que vivían en el desierto, el cual les ofrecía poco más que raíces para sobrevivir. Los serranos propiamente dichos eran más prósperos. 
Su sociedad estaba dividida en dos mitades con significado totémico. Uno de estos grupos se llamaba Tukum, que significa "gato montés." Otros tótemes que se relacionaban con este grupo son el puma (Tukuchu), el hermano del gato montés y el cuervo (Kachawa), su pariente. El segundo grupo se llamaba Wahilyam, que significa "coyotes." Los otros tótemes de este grupo eran el hermano del Coyote, Wanats, el lobo o el jaguar, y su pariente el buitre (Widukut). Pensaban que los dioses los habían organizado en los dos grupos. Cada grupo se burlaba del otro. Los Coyotes decían que los Gatos Monteses eran flojos y aburridos; al contrario los Gatos Monteses acusaban a los Coyotes de ser veloces pero tal vez irresponsables.
Pero además aparecen organizados en clanes o poblados comunales, cada uno de ellos asociado a un lugar particular. La comunidad poseía una cala y las tierras adyacentes a la misma. El matrimonio entre miembros de la misma comunidad estaba prohibido, y los grupos particulares tenían relaciones entre unos y otros para negociar matrimonios. 
Cada comunidad tenía un jefe hereditario llamado el kika. Un ayudante o asistente, el paha’, se encargaba de ceremonias. Oficiaba en estos eventos en una casa ceremonial especial construida de tules.
Empleaban troncos de árboles para construir el armazón de sus casas. Cubrían el armazón con esteras de tules, los cuales se encontraban en las orillas de todos los ríos en abundancia. Su casa de sudor estaba cubierta de tierra. Bailaban la Danza del Águila (turuvitchutu’).
Se alimentaban principalmente de bellotas. Los robles que proveían las bellotas eran abundantes en toda la Sierra. Los habitantes del desierto tenían que intercambiar otros productos para conseguirlas.

## Historia
En 1770 fueron adscritos por los españoles a la misión de San Gabriel Arcángel, y en 1772 Pedro Fages entró en su territorio. Garcés volvió en 1776.
En 1812 se rebelaron contra las misiones junto con los cahuilla y yuma, pero en 1819 muchos fueron masacrados por los mojave. En 1821 pasaron a depender de los barones mexicanos, quienes en 1834 secularizaron las misiones. 
Mantuvieron contactos con españoles y mexicanos, y fueron una de las tribus de Indios de las Misiones, como los diegueños o luiseños. 
La fiebre del oro de 1850 les llevó todo tipo de calamidades debido a la invasión de mineros en sus territorios tradicionales. En 1850 y 1860 sufrieron epidemias de viruela.
En 1875 fueron trasladados a reservas. En 1975 algunos de sus descendientes reclamaron más tierras.
- Datos: Q617532
- Multimedia: Serrano people / Q617532